# Карстенс Східний
Карстенс Східний, Карстенс Орієнталь, Карстенс Тимор (англ. Carstensz East) — гора в гірському масиві Пунчак-Джая, хребта Західний Судірман (гори Маоке) на острові Нова Гвінея, в провінції Центральне Папуа Індонезії, національний парк Лоренц.

## Географія
Вершина розташована за три кілометри на схід від вершини Пунчак-Джая (також називається "Піраміда Карстенса). Карстенс Східний був колись повністю покритий льодовиком Карстенс, але після танення останнього, вершина поступово очистилася від льоду.
Голландська експедиція в 1936 році, виміряла висоту вершини над рівнем моря, встановивши її розміром в 5010 м. Австралійська експедиція у 1971-1973 роках отримує нову висоту близько 4810 м. В 2000-х роках, була встановлена розрахункова висота близько 4880 метрів, вершина часто вважається другою висотою Океанії після Пунчак-Джаї. Останні вимірювання встановили остаточну висоту у 4820 м.